# Амстердамський трамвай
Амстердамський трамвай (нід. Amsterdamse tram) — один з видів громадського транспорту Амстердама; найбільша трамвайна мережа країни і одна з найбільших у Західній Європі. Експлуатується комунальною організацією Gemeentelijk Vervoerbedrijf (GVB) («Муніципальне транспортне підприємство»).

## Історія

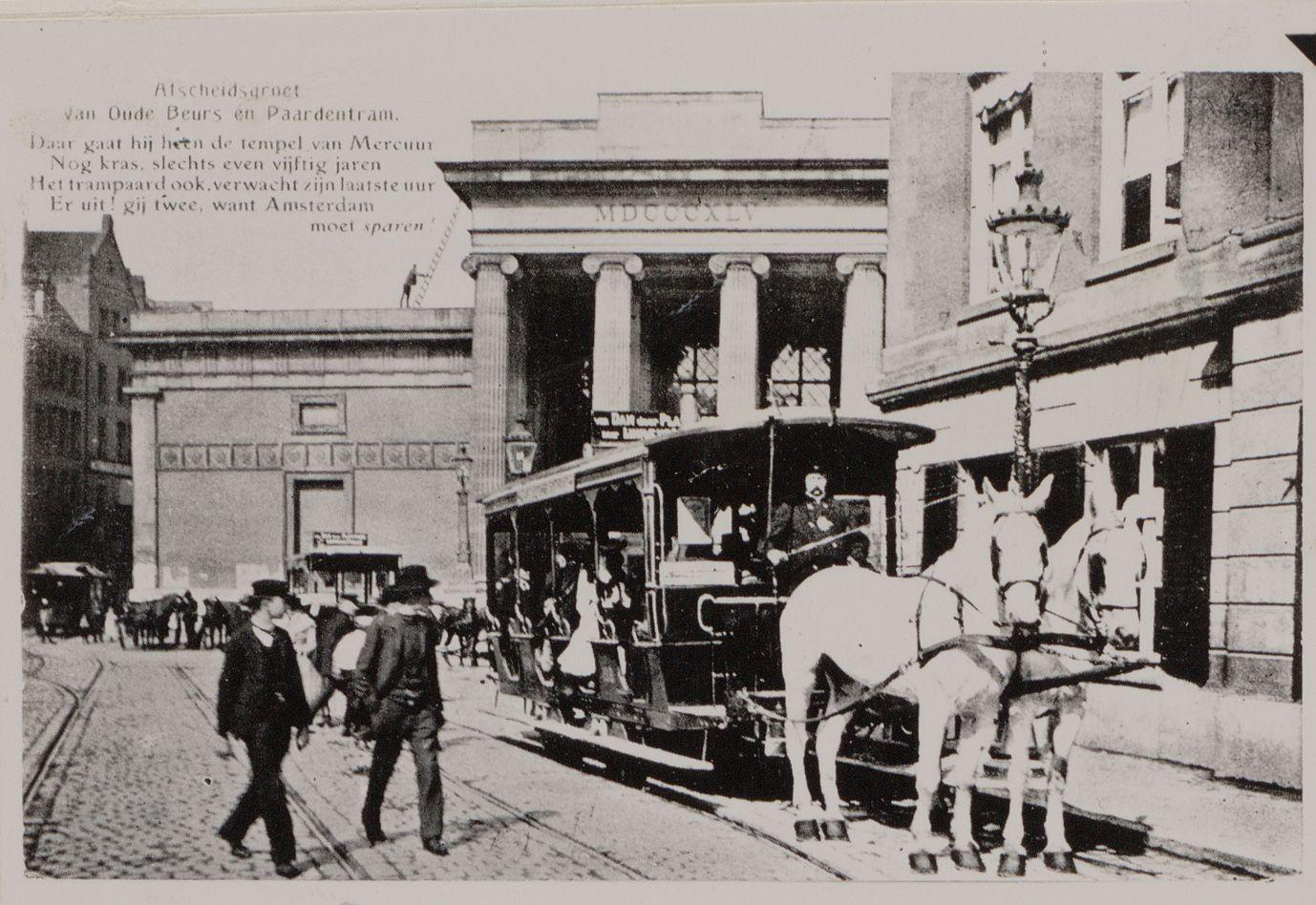
Амстердамська конка, бл. 1906

В Амстердамі трамвайний рух було започатковано 3 червня 1875 року. Звісно, це був кінський трамвай (або конка), і приватна фірма мала назву «Амстердамське підприємство омнібусів» (Amsterdamsche Omnibus Maatschappij, AOM). Перший маршрут конки в Амстердамі сполучив площу Лейдсеплейн (Leidseplein) з кварталом Плантаж (Plantage). У наступні 25 років було відкрито ще 15 ліній, які пролягли як середмістям, так і зв'язали райони, що будувалися. Доволі раритетною була колія, яку використовувала AOM — вона була 1422 мм завширшки.
Від 1 січня 1900 року в Амстердамі було створено муніципальне трамайне підприємство під назвою «Муніципальний трамвай Амстердама» (Gemeentetram Amsterdam, GTA). Загалом місто оперувало 242 машинами, 758 кіньми, та 15 спорудами. Паралельно в Амстердамі почалася електрифікація трамвайної мережі. І до 1906 року електрифікованими були всі, за винятком однієї, лінії, тепер використовувалась стандартна колія (1435 мм). У цьому (1906) році в місті діяли 12 електрифікованих ліній (№ 1–11 і 13), для чого було придбано 229 нових машин, як причепи (причіпні вагони) використовували старі з конки. Останню кінську лінію (№ 12) електрофікували в 1916 році.
У період між 1910 і 1930 роком амстердамська трамвайна лінія зростала, як і саме місто. Відтак, до 1931 року мережа амстердамського трамваю нараховувала вже 25 ліній. У роки економічної депресії 1930-х розвиток системи був загальмований — до 1932 року припинили існування 5 ліній. Проте станом на 1939 рік трамвай зв'язав амстердамське середмістя зі східними околицями, для чого колії проклали на мостах.
У роки ІІ Світової війни пасажиропотік амстердамського трамаю зростав, а от забезпечення, зокрема вугіллям було обмежене. У 1943 році міський трамвай навіть об'єнався з муніципальним поромом (нід. Gemeenteveren Amsterdam) у єдине підприємство «Міський транспорт» (Gemeentevervoerbedrijf, GVB). У зв'язку з перебоями палива в 1944 році трамваї в Амстердамі зупинилися.
У червні 1945 року містом знову пішли трамваї. Велика заміна парку трамваїв (у місті досі були вагони 1900-х років) розпочалася в 1948 році — почали надходити машини, вироблені в Утрехті.

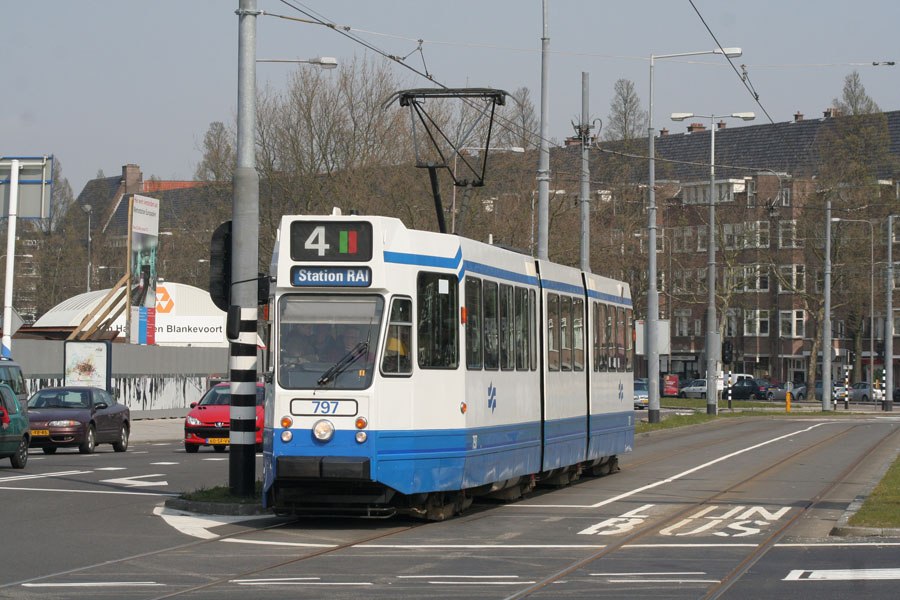
GVB 797 (1979—2015).

У 1950-х роках після реконструкції в Амстердамі запанувала думка, що як громадський транспорт місту найбільше годиться автобус. І тільки на завузьких для автобусів вулицях історичного центру (Leidsestraat, Utrechtsestraat) трамваї були збережені. З цією метою 1955 року були закуплені нові трамваї. Доставлені в 1957 році машини мали великий успіх, що забезпечило подальший розвиток трамвайного руху в Амстердамі. До 1968 року було придбано ще 160 вагонів (тоді ж назавжди зникли довоєнні моделі), від 1959 в місті почали з'являтися спарені вагони.
Відколи трамваю знову було приділено увагу, трамвайні лінії пролягли до західних амстердамських передмість — таким чином найвіддаленіші райони міста дістали швидке сполучення з центром Амстердама. Задля цього в 1970-х роках закуповувалися трамваї виробника Linke-Hofmann-Busch 2-х серій (55 і 37). Щоб замінити старі моделі та для нових ліній у 1989 і 1990 роках були придбані 45 вагонів бельгійського виробника BN (м. Брюгге. У 1990 році трамвай сполучив Амстердам та його передмістя Амстелвен (Amstelveen) та Дімен (Diemen).
Останнє за часом значне розширення мережі амстердамського трамваю відбулося в 2005 році — пущено в експлуатацію маршрут № 26 до місцевості Ейбург (IJburg).
Починаючи від 2001 року Амстердам закупив і пустив в експлуатацію велику партію трамваїв Combino німецького виробника Siemens (155 машин), що зробило нідерландську столицю світовим рекордсменом з розмірів парку цієї моделі трамваїв.

## Цікаві факти

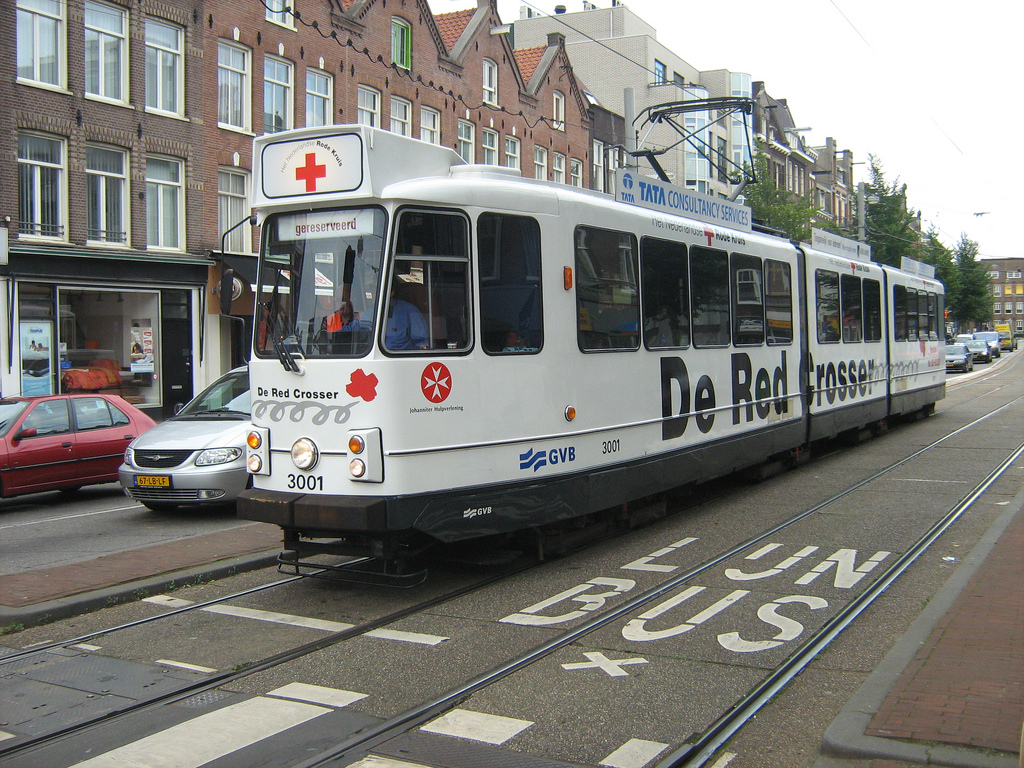
De Red Crosser (2003—2016).

- У 1920-х роках усі вагони амстердамського трамваю, що курсували повз Центральний вокзал були оснащені спеціальними поштовими скриньками, в яких постачалась кореспонденція, відповідно з залізничної станції до головпоштамту і в зворотному напрямку.
- Від 2003 року Нідерландський Червоний хрест запустив спецпрограму — потяг De Red Crosser (місткість 20-39 пасажирів), який устаткований численними приспособами для людей з обмеженими можливостями, і власне працює саме для них. Поїздки в ньому (6 днів на тиждень) треба бронювати заздалегідь.

## Маршрути (2016)
Амстердам — це єдине місто в Нідерландах, де паралельно із номерами для розрізнення ліній, яких станом на 2016 рік нараховується 14, використовується кольорове забарвлення:
- 01 : Osdorp De Aker (Matterhorn) — Station Lelylaan — Surinameplein — Leidseplein — Амстердам-Центральний;
- 02 : Nieuw Sloten (Oudenaardeplantsoen) — Slotervaart — Hoofddorpplein — Leidseplein — Амстердам-Центральний;
- 03 : Zoutkeetsgracht — Frederik Hendrikplantsoen — Museumplein — Sarphatipark — Muiderpoortstation;
- 04 : Station RAI (Drentepark) — Victorieplein — Frederiksplein — Rembrandtplein — Амстердам-Центральний;
- 05 : Amstelveen Binnenhof — Station Zuid — Museumplein — Leidseplein — Амстердам-Центральний;
- 07 : Slotermeer (Sloterparkbad) — Bos en Lommerplein — Leidseplein — Muiderpoortstation — Flevopark;
- 09 : Diemen Sniep — Watergraafsmeer — Plantage — Rembrandtplein — Амстердам-Центральний;
- 10 : Westergasfabriek — Leidseplein — Weesperplein — Czaar Peterstraat — Azartplein;
- 12 : Station Sloterdijk — Bilderdijkstraat — Museumplein — Churchill-laan — Amstelstation;
- 13 : Geuzenveld (Lambertus Zijlplein) — Jan Tooropstraat — Mercatorplein — Westermarkt — Амстердам-Центральний;
- 14 : Slotermeer (Sloterparkbad) — Bos en Lommerplein — Площа Дам — Plantage — Flevopark;
- 16 : VU medisch centrum (De Boelelaan) — Stadionplein — Museumplein — Vijzelstraat — Амстердам-Центральний;
- 17 : Osdorp Dijkgraafplein — Station Lelylaan — Surinameplein — Westermarkt — Амстердам-Центральний;
- 26 : IJburg (Haveneiland) — Zeeburgereiland — Piet Heintunnel — Passenger Terminal — Амстердам-Центральний.

## Рухомий склад
| Фото | Серія | Місць для сидіння/усього | Довжина /ширина | Вага    | Кількість побудовано (в дії) | Роки роботи     |
| ---- | --- | ------------------------ | --------------- | ------- | ---------------------------- | --------------- |
|      | Серію 11G побудовано La Brugeoise et Nivelles 901-920 двокабінні трамваї офіційно припинено експлуатацію 14 червня 2021 | 52/76                    | 25.9 м / 2.35 м | 38 тонн | 20 (0)                       | 1990–2021       |
|      | Серію 12G побудовано La Brugeoise et Nivelles 817-841 офіційно припинено експлуатацію 2 січня 2021                      | 51/90                    | 25.9 м / 2.35 м | 38 тонн | 25 (0)                       | 1991–2021       |
|      | Серія 13G Siemens Combino C1: 2001—2130, 2145—2151 C1A: 2131—2144                                                       | 55/76                    | 29.2 м / 2.4 м  | 36 тонн | 151 (151)                    | 2002–сьогодення |
|      | Серія 14G Siemens Combino двокабінні трамваї C2A: 2201—2204                                                             | 52/99                    | 29.2 м / 2.4 м  | 36 тонн | 4 (4)                        | 2002–сьогодення |
|      | Serie 15G CAF Urbos 100 двокабінні трамваї                                                                              | 50/125                   | 30 м / 2.4 м    | 39 тонн | 72 (49)                      | 2020–сьогодення |

## Виноски
1. ↑  Für detailliertere Beschreibungen siehe schomakers.net [Архівовано 20 липня 2007 у Wayback Machine.] (niederländisch), abgerufen am 10. Oktober 2010
2. 1 2 3  Tram - Tram statistics (Dutch) . GVB. Архів оригіналу за 24 травня 2021. Процитовано 10 березня 2015. [Архівовано 2020-06-28 у Wayback Machine.]
3. ↑  Amsterdam Tram. Urban Rail. Архів оригіналу за 6 січня 2022. Процитовано 30 грудня 2020.
4. ↑  Afscheid van 11- en 12G tram, GVB schenkt twee trams aan Museumtram. Gemeente Vervoerbedrijf (нід.). Архів оригіналу за 16 червня 2021.
5. ↑  Nieuwe 15G trams. Gemeente Vervoerbedrijf (Dutch) . 2021-03-24.03.2025. Архів оригіналу за 22 листопада 2021. Процитовано 2021-03-31.03.2025.